# Windmotor Edens
De Windmotor Edens is een poldermolen bij het Friese dorp Edens, dat in de Nederlandse gemeente Súdwest-Fryslân ligt.

## Beschrijving
De Windmotor Edens is een Amerikaanse windmotor, die bijna een halve kilometer ten zuidwesten van het dorp aan de overzijde van de Bolswardertrekvaart staat. De molen is rond 1925 gebouwd. Hij is van het type Record en heeft een windrad met achttien bladen. De windmotor is niet-maalvaardig en ook niet voor publiek geopend.